# دليل القاعدة

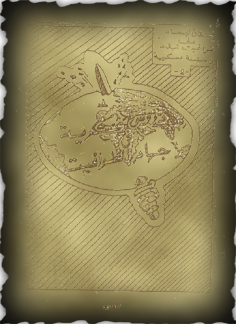
غلاف "دليل القاعدة".

دليل القاعدة هو ملف حاسوبي عثرت عليه الشرطة البريطانية أثناء تفتيش منزل أبي أنس الليبي في مانشستر عام 2000، وأرسلت الحكومة البريطانية نسخة منه إلى مكتب التحقيقات الفيدرالي الأمريكي، يقول المسؤولون إن الوثيقة هي دليل لكيفية شن الحرب، ووفقًا للجيش الأمريكي فمن المحتمل أن يكون الدليل قد كُتِبَ بواسطة عضو في جماعة الجهاد الإسلامي المصرية أو الجماعة الإسلامية، بالإضافة إلى أن الأهداف المذكورة في الدليل هي حكام الدول العربية وليس الغرب.
تم نشر اقتباسات قليلة جدا من الكُتيِّب على موقع وزارة العدل الأمريكية.
يُستخدم الكُتيب بشكل متكرر من قبل المسؤولين الأمريكيين لتبرير إساءة معاملة المعتقلين أو تعذيبهم.